# Izumitelj
Izumítelj ali iznajdítelj je oseba, ki izumi ali iznajde kako napravo, največkrat mehansko, električno ali računalniško. Čeprav so bili nekateri izumitelji tudi znanstveniki, večina le povezuje odkritja drugih; preizkušajo praktično uporabne kombinacije teh odkritij in s spreminjanjem že obstoječih naprav izumljajo nove uporabne naprave.
Sistem patentov so ustanovili, da bi vzpodbudili iznajditelje tako, da jim podarijo časovno omejen monopol nad izumi, ki so dovolj inovativni. Dandanes vedno pogosteje prihaja do zlorabe tega sistema, še posebej v ZDA, zato so nekateri predlagali prenovo ali celo ukinitev patentnega sistema. Ker pa je v ZDA pravica do patentiranja določena v Ustavi, je zelo verjetno, da bodo izumitelji še mnogo let varovali svoje izume na ta način.
Zmožnost izumljanja lahko razvije vsakdo, kar dokazuje posebna teorija TRIZ (rusko теория решения изобретательских задaч, teorija rešenija izobretatelskih zadač, slovensko teorija inovativnega reševanja problemov).